# Ramón Bajo Fanlo
Ramón Bajo Fanlo (Vitòria, Àlaba, 15 de desembre de 1927 - ?) fou un advocat i polític basc, germà de José Ignacio Bajo Fanlo, senador per Àlaba en la legislatura constituent.
Va estudiar als Marianistas de Vitòria. Ha estat advocat mercantilista, professor mercantil, censor jurat de comptes i assessor d'empreses. Ha publicat llibres sobre temes de dret foral alabès. Ha col·laborat amb la publicació d'estudis alabesos. A les eleccions generals espanyoles de 1977 fou escollit senador per Àlava com a independent dins del Front Autonòmic, encara que més tard s'aproximà al Partit Nacionalista Basc. A les Eleccions al Parlament Basc de 1980 fou candidat per l'ESEI en qualitat d'independent.